# 포드 GT40

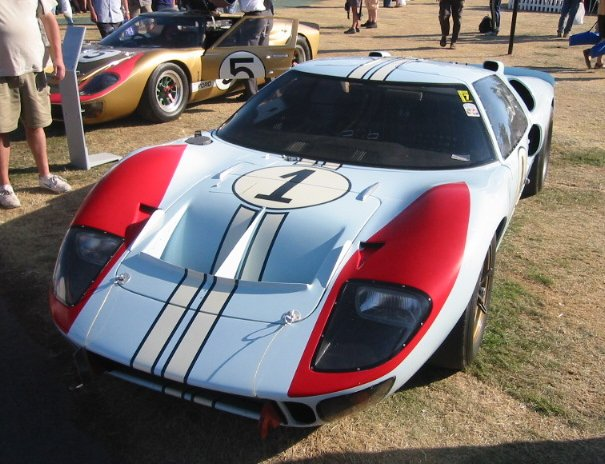
1966년 르망 24시에서 준우승했던 포드 GT40 Mk II (일련번호 : GT-40 P 1015 Mk. II)

포드 GT40(Ford GT40)은 르망 24시에서 1966년부터 1969년까지 4년 연속 우승을 차지한 스포츠카이다. 당시 우승을 휩쓸고 있었던 페라리에 대항하기 위해 포드가 특별히 제작한 모델이다.
이 자동차는 경주를 위해 제작된 차로 규정에 따라 차체 높이가 1.02미터에 불과하다.
초창기 포드 GT40은 처음에 포드 GT라 불렀으나 지금은 Mk. 1 모델만을 포드 GT이라 부른다. 초창기 GT40은 롤라 mk.6의 섀시를 이용해 만들었으며 4.2리터 V8 엔진이 장착되어 350마력의 힘을 발휘했다. 그러나 이 엔진을 장착하려면 차체 강성을 위해 스틸 프레임을 사용해야 했기에 포드와 롤라의 엔지니어들은 컴퓨터 설계로 차체를 최대한 낮고 날렵하게 깎아냈다. 이렇게 극단적으로 날렵한 차체와 강력한 엔진의 조합은 최고속력이 시속 320km/h를 뛰어넘는 엄청난 경주용 머신을 탄생시켰지만 이 머신은 잦은 머신 트러블로 1964년은 패배하고 포드는 켄 마일스와 캐롤 쉘비를 옝입하며 신형 GT40인
X-car를 개발해보지만 시간이 없었고 1965년도 패배했다. 이렇게 포드가 패배하나 싶었지만 포드는 포기하지 않고 사력을 다해 GT40을 업그레이드했는데,엔진의 배기량도 7리터로 끌어올리고 변속기를 새로 만드는 등 노력을 했고, 그 결과 475마력의 힘을 자유자재로 휘두르는 괴물이 탄생했는데 이것이 바로 GT40 mk.2였다. 이 엄청난 머신은 1966년 르망에서 1,2,3위를 석권하며 페라리를 압도했다.

## 르망 24시 기록
| 르망 24시 기록 | 르망 24시 기록 | 르망 24시 기록                   | 르망 24시 기록 | 르망 24시 기록 | 르망 24시 기록 | 르망 24시 기록 |
| -------------- | -------------- | -------------------------------- | -------------- | -------------- | -------------- | -------------- |
|                |                |                                  | 주행거리       | 주행거리       | 속도           | 속도           |
| 연도           | 모델           | 운전자                           | 마일           | km             | mph            | km/h           |
| 1966년         | Mk 2           | 크리스 아몬,브루스 맥라렌        | 3009.4         | 4,843.2        | 125.39         | 201.80         |
| 1967년         | Mk 4           | 댄 거니, A. J. 포잇              | 2630.2         | 4,232.9        | 135.48         | 218.03         |
| 1968년         | Mk 1           | 페드로 로드리게스, 뤼시엥 비앙키 | 2766.9         | 4,452.9        | 115.29         | 185.54         |
| 1969년         | Mk 1           | 잭키 이크스, 잭키 올리버         | 3105.6         | 4,998.0        | 129.40         | 208.25         |